# Santa Llogaia d'Àlguema
Santa Llogaia d'Àlguema è un comune spagnolo situato nella comunità autonoma della Catalogna.